# Badarganj
Badarganj è un sottodistretto (upazila) del Bangladesh situato nel distretto di Rangpur, divisione di Rangpur. Si estende su una superficie di 301,29 km² e conta una popolazione di 287.746  abitanti (censimento 2011).